# Decius
Gaius Messius Quintus Traianus Decius (ca. 201 – 1. juli 251), kendt som Decius, var romersk kejser i årene 249 – 251. I sit sidste regeringsår regerede han sammen med sin søn Herennius Etruscus.

## Historie
Han blev født ved Budalia (nær Sirmium, i Pannonien). Han blev konsul i 232, guvernør af Moesien 235-238, for derefter at blive guvernør af Hispania Tarraconensis i årene 235 – 238.